# Cüneyt
Cüneyt ist ein türkischer männlicher Vorname arabischer Herkunft (von arabisch جنيد, DMG Ǧunaid) mit der Bedeutung „kleiner bzw. junger Soldat“. Vor der Schriftreform von 1928 wurde der Name im Türkischen جنيد / Cüneyd geschrieben.

## Namensträger

### Herrscher
- Cüneyd Bey, Fürst im Emirat der Aydiniden

### Vorname
- Cüneyt Arkın (1937–2022), türkischer Schauspieler, Filmregisseur und Drehbuchautor
- Cüneyt Baykan (* 1991), türkischer Eishockeyspieler
- Cüneyt Çakır (* 1976), türkischer Fußballschiedsrichter
- Cüneyt Kocabıçak (* 1978), türkischer Fußballspieler und -trainer
- Cüneyt Köz (* 1992), türkischer Fußballspieler
- Cüneyt Mete (* 1970), türkischer Schauspieler
- Cüneyt Tanman (* 1956), türkischer Fußballspieler